# AB4ü Bay 11
Bei den Pfälzischen AB4ü von 1911 handelt es sich um vierachsige Abteilwagen mit Seitengang für Schnellzüge nach dem Musterblatt 016 aus dem Wagenstandsverzeichnis von 1913 für das pfälzische Netz der Königlich Bayerischen Eisenbahnen. Vergleichbare Wagen hatten die bayerischen Staatseisenbahnen mit dem AB4ü nach Blatt 080 (gem. Wagenstandsverzeichnis von 1913 der K.B.St.E.), die zwischen 1908 und 1912 gebaut wurden.

## Geschichte / Beschaffung
Mit dem vermehrten Aufkommen der überregionalen Reisezüge und Schnellzüge im ersten Jahrzehnt nach 1900 mussten sich auch die Pfälzischen Eisenbahnen damit auseinandersetzen, entsprechende Wagentypen für diese Zuggattungen zur Verfügung stellen zu können. Insbesondere der mit den benachbarten Bahnen vereinbarte Wagenausgleich veranlasste die Pfalzbahn dazu ebenfalls Wagen für den gehobenen Reisezugverkehr zu beschaffen. Als Wagen für die 1. und 2. Klasse wurden daher 1911 insgesamt 6 Wagen dieses Typs für den grenzüberschreitenden Einsatz beschafft.

## Einsatz
Gemäß dem bei den Pfälzischen Eisenbahnen geltenden Nummernschema wurde dieser Wagentyp von der Pfälzischen Nordbahn beschafft. Es kann somit vermutet werden, dass sie ihren Einsatz in den hochwertigen Schnellzügen der jeweiligen Relationen fanden. Gemäß dem Verzeichnis aller Schnell- und Eilzüge des Pfälzischen Netzes der K.Bay.Sts.B. vom Mai 1910 liefen z. B. über die Strecken der Pfälzischen Nordbahn und Maximiliansbahn Bad Münster–Hochspeyer–Neustadt–Weißenburg so hochwertige Schnellzüge wie der D 108 (Dortmund–Köln–Bad Münster–Basel) oder der D 161 (Mailand–Basel–Neustadt–Bad Münster–Holland).

## Verbleib
Mit der Eingliederung der Pfalzbahn in die Bayerische Staatsbahn 1909 wurden auch diese Wagen übernommen. 1920 kamen die Wagen dann zur Gruppenverwaltung Bayern der Reichsbahn und wurden der Direktion Ludwigshafen unterstellt. Sie erhielten dort die Gattungskennung AB4ü Bay 11. Der weitere Weg ist nicht bekannt, da bei der Reichsbahn keine gesonderten Daten für die ehemaligen pfälzischen Wagen geführt wurden.

## Konstruktive Merkmale

### Untergestell
Der Rahmen bestand aus Holz und genieteten Walzprofilen. Die äußeren Längsträger waren aus Holz mit einer Beplankung aus Eisen. Zur Bauzeit der Wagen galt diese Bauweise als beste Form für einen größtmöglichen Fahrkomfort. Zur Unterstützung des Wagenkastens auf Grund des großen Drehzapfenabstandes wurde ein Sprengwerk aus Profilen und Säulenständern in der Ebene der äußeren Längsträger eingebaut. Als Zugeinrichtung hatten die Wagen Schraubenkupplungen mit Sicherheitshaken nach VDEV, die Zugstange war durchgehend und mittig gefedert. Als Stoßeinrichtung besaßen die Wagen zweifach geschlitzte Korbpuffer mit einer Einbaulänge von 650 mm. Die Pufferteller hatten einen Durchmesser von 400 mm. Diese wurden später teilweise durch Hülsenpuffer ersetzt.

### Laufwerk
Zur Verbesserung der Laufruhe wurden bei diesen Wagen die Drehgestelle bayerischer Bauart mit langem Radstand von 3.500 mm eingesetzt. Diese hatten einen aus Blechen und Winkeln genieteten Rahmen. Gelagert waren die Achsen in Gleitachslagern. Die Räder hatten Speichenradkörper und einen Raddurchmesser von 1.014 mm. Neben einer Handbremse kamen zwei Systeme von Druckluftbremsen zum Einsatz, die den Übergang zu ausländischen Bahnen (Französische Nordbahn, Schweiz und Italien) ermöglichten.

### Wagenkasten
Der Rahmen des Wagenkastens bestand aus einem hölzernen Ständerwerk, innen mit Holz, außen mit Blech beplankt. An beiden Wagenenden gab es durch Faltenbälge geschlossene Übergänge, die Eingangstüren waren eingezogen. Die Wagen besaßen ein flaches Tonnendach. An beiden Wagenenden besaß der Wagen eine Toilette und einen seitlichen Durchgang. Die beiden Abteile der 1. Klasse befanden sich an dem einen Wagenende, die Abteile der 2. Klasse folgten. Die Beleuchtung erfolgte mit Gasglühlichtern. Die Beheizung erfolgte über Dampf.

### Ausstattung
Die Beleuchtung erfolgte über Gasglühleuchten. Der dazugehörende Versorgungsbehälter war in Wagenlängsrichtung am Untergestell befestigt. Beheizung erfolgte über Dampfheizung die durch eine durchgehende Dampfleitung versorgt wurde.
Zur Belüftung hatten die Wagen Fenster mit Metallrahmen in die Lüftungsklappen eingebaut waren, ähnlich denen in Preußen oder Elsaß-Lothringen.

## Bemerkung
Beim Umbau 1930 wurden – wie auch bei anderen bayerischen Schnellzugwagen der gleichen Generation – Umbauten im Bereich der Toiletten und der elektrischen Anlage, Beleuchtung etc. vorgenommen.

## Skizzen, Musterblätter, Fotos

Ansicht zu Blatt 16 aus WV von 1913

## Wagennummern
Die Daten sind dem Wagenpark-Verzeichnis der Kgl.Bayer.Staatseisenbahnen – Pfälzisches Netz, aufgestellt nach dem Stande vom 31. März 1913, sowie den Büchern von Emil Konrad (Reisezugwagen der deutschen Länderbahnen, Band II) und  Albert Mühl (Die Pfalzbahn) entnommen.
| Blatt-Nr. Herstelld. | Blatt-Nr. Herstelld. | Gattungszeichen je Epoche Wagennummern je Epoche (mit Direktionsangaben) | Gattungszeichen je Epoche Wagennummern je Epoche (mit Direktionsangaben) | Gattungszeichen je Epoche Wagennummern je Epoche (mit Direktionsangaben) | Gattungszeichen je Epoche Wagennummern je Epoche (mit Direktionsangaben) | Gattungszeichen je Epoche Wagennummern je Epoche (mit Direktionsangaben) | Gattungszeichen je Epoche Wagennummern je Epoche (mit Direktionsangaben) | Gattungszeichen je Epoche Wagennummern je Epoche (mit Direktionsangaben) | Gattungszeichen je Epoche Wagennummern je Epoche (mit Direktionsangaben) | Fahrwerk      | Fahrwerk | Fahrwerk                  | Fahrwerk                  | Fahrwerk                  | Ausstattung               | Ausstattung               | Ausstattung                                         | Ausstattung                                         | Ausstattung                                         | Ausstattung                                         | Ausstattung                                         | Ausstattung | Ausstattung | Zusatzinfos    | Zusatzinfos |
| Bau- jahr            | Her- steller         | ab 1875                                                                  | ab 1907                                                                  | Rep. 1919                                                                | DR (ab 1923)                                                             | DRG (ab 1930)                                                            | DRG n. Umbau                                                             | Ausge- mustert                                                           | letzt. Heimat-Bf.                                                        | Anz. Ach- sen | LüP      | Unt. Gest.                | LA.                       | Brem- sen                 | Bl.                       | Hz.                       | Art u.Anz. Abteile (Sitze je Klasse) [Mil. Nutzung] | Art u.Anz. Abteile (Sitze je Klasse) [Mil. Nutzung] | Art u.Anz. Abteile (Sitze je Klasse) [Mil. Nutzung] | Art u.Anz. Abteile (Sitze je Klasse) [Mil. Nutzung] | Art u.Anz. Abteile (Sitze je Klasse) [Mil. Nutzung] | Mil.        | Mil.        | Sig- nal- hlt. | Bemerkung   |
| Blatt-Nr. 16         | Blatt-Nr. 16         | A.B.                                                                     | ABB                                                                      |                                                                          | AB4ü Bay 11                                                              | AB4ü Bay 11                                                              |                                                                          |                                                                          |                                                                          |               |          | (siehe jeweilige Legende) | (siehe jeweilige Legende) | (siehe jeweilige Legende) | (siehe jeweilige Legende) | (siehe jeweilige Legende) | A                                                   | 1.                                                  | 2.                                                  | 3.                                                  | 4.                                                  | O           | M           |                | Nordbahnen  |
| -------------------- | -------------------- | ------------------------------------------------------------------------ | ------------------------------------------------------------------------ | ------------------------------------------------------------------------ | ------------------------------------------------------------------------ | ------------------------------------------------------------------------ | ------------------------------------------------------------------------ | ------------------------------------------------------------------------ | ------------------------------------------------------------------------ | ------------- | -------- | ------------------------- | ------------------------- | ------------------------- | ------------------------- | ------------------------- | --------------------------------------------------- | --------------------------------------------------- | --------------------------------------------------- | --------------------------------------------------- | --------------------------------------------------- | ----------- | ----------- | -------------- | ----------- |
| 1911                 |                      |                                                                          | 3 044                                                                    |                                                                          | Lu 13 697                                                                | Lu 13 697                                                                |                                                                          |                                                                          |                                                                          | 4             | 19.725   | HE E                      |                           | Pl Wsbr Hsbr              |                           | Ggl                       | D                                                   | 2                                                   | 3 14                                                | 3½ 21                                               |                                                     | 35          |             | FR IT CH       |             |
| 1911                 |                      | 3 045                                                                    | Lu 13 698                                                                | Lu 13 698                                                                |                                                                          |                                                                          |                                                                          |                                                                          |                                                                          | 4             | 19.725   | HE E                      |                           | Pl Wsbr Hsbr              |                           | Ggl                       | D                                                   | 2                                                   | 3 14                                                | 3½ 21                                               |                                                     | 35          |             | FR IT CH       |             |
| 1911                 |                      | 3 046                                                                    | Lu 13 699                                                                | Lu 13 699                                                                |                                                                          |                                                                          |                                                                          |                                                                          |                                                                          | 4             | 19.725   | HE E                      |                           | Pl Wsbr Hsbr              |                           | Ggl                       | D                                                   | 2                                                   | 3 14                                                | 3½ 21                                               |                                                     | 35          |             | FR IT CH       |             |
| 1911                 |                      | 3 047                                                                    | Lu 13 700                                                                | Lu 13 700                                                                |                                                                          |                                                                          |                                                                          |                                                                          |                                                                          | 4             | 19.725   | HE E                      |                           | Pl Wsbr Hsbr              |                           | Ggl                       | D                                                   | 2                                                   | 3 14                                                | 3½ 21                                               |                                                     | 35          |             | FR IT CH       |             |
| 1911                 |                      |                                                                          | 3 048                                                                    |                                                                          | Lu 13 994                                                                | Lu 13 994                                                                |                                                                          |                                                                          |                                                                          | 4             | 19.725   | HE E                      |                           | Pl Wsbr Hsbr              |                           | Ggl                       | D                                                   | 2                                                   | 3 14                                                | 3½ 21                                               |                                                     | 35          |             | FR IT CH       |             |
| 1911                 |                      | 3 049                                                                    | Lu 13 995                                                                | Lu 13 995                                                                |                                                                          |                                                                          |                                                                          |                                                                          |                                                                          | 4             | 19.725   | HE E                      |                           | Pl Wsbr Hsbr              |                           | Ggl                       | D                                                   | 2                                                   | 3 14                                                | 3½ 21                                               |                                                     | 35          |             | FR IT CH       |             |